# Kruno Prijatelj
Kruno Prijatelj (Split, 1922. július 1. – Split, 1998. június 27.) horvát művészettörténész, egyetemi tanár.

## Élete
Splitben a barokk Milesi-palotában született 1922-ben nemesi családból. A második világháború viharos időszakában tanult. Művészettörténeti tanulmányait Zágrábban kezdte, majd Rómában folytatta, ahonnan visszatért Zágrábba, és ott szerzett diplomát 1946-ban. 1947-ben doktorált Zágrábban a „Barok u Splitu” (A Barokk Splitben) című művével. A spliti Régészeti Múzeumban dolgozott, majd 1950 és 1979 között a Spliti Művészeti Galéria igazgatója volt. Ezek munkásságának legtermékenyebb évei és erre az időre esik a horvát művészettörténethez való legnagyobb hozzájárulása.
Oktatással is foglalkozott, 1972-től a Zágrábi Egyetemen részmunkaidőben a modern művészet tanáraként tanított. 1979-től nyugdíjba vonulásáig, 1991-ig a Zárai Egyetem Filozófiai Karának rendes tanára volt.
1968-ban a Horvát Tudományos és Művészeti Akadémia levelező tagja, 1983 júniusában pedig rendes tagja lett.

## Tudományos munkássága
Az ókortól a 20. századig tanulmányozta a horvát művészetet, különösen a dalmát festészetet. Szisztematikusan kutatta és értelmezte a dalmáciai művészettörténet feldolgozatlan fejezeteit: a dalmát festőiskolát (14 – 16. század), a manierizmust, a barokkot, a 19. századi művészet, a külföldön dolgozó 14. – 19. századi dalmáciai reneszánsz és barokk mesterek és külföldi mesterek munkáit Dalmáciában és Isztriában.
Számos műalkotást fedezett fel, számos meghatározási kérdést megoldott. Fontos műalkotásokat elemzett, és meghatározta helyüket a horvát művészetben. Tanulmányai, monográfiái, értekezései az egyes művek részletes ismeretén alapulnak. Külföldi folyóiratokban és könyvekben népszerűsítette a régi dalmát mestereket nemzetközi szakmai körökben. Nagyra értékelte a modern horvát mestereket, valamint fiatal festőket és szobrászokat mutatott be a nagyközönségnek. A Spliti Művészeti Galéria kiállításának és számos kiállításnak és katalógusnak a szerzője. Elkötelezett munkája révén számos, addig névtelen művészt fedezett fel. A maga idejében kétségtelenül a barokk legjobb ismerője volt Dalmáciában, ezért a barokk barátjának is nevezték.

## Fő művei
- Barok u Splitu, Split, 1947
- Albanski umjetnik Andrija Aleši u Splitu i u Rabu (társszerző: Cvito Fisković), 1948
- Slike domaće škole XV. stoljeća u Splitu, 1951
- Andrija Medulić Schiavone, 1952
- Umjetnost XVII. i XVIII. stoljeća u Dalmaciji, 1956
- Ivan Duknović, 1957
- Juraj Čulinović, 1961
- Studije o umjetninama u Dalmaciji I, Zagreb, 1963
- Klasicistički slikari Dalmacije, Split, 1964
- Slikar Blaž Jurjev, 1965
- Dubrovačko slikarstvo XV–XVI stoljeća, 1968
- Studije o umjetninama u Dalmaciji II, Zagreb, 1968
- Studije o umjetninama u Dalmaciji III, Zagreb, 1975
- Barok u Dalmaciji (fejezet a Barok u Hrvatskoj című könyvben), 1982
- Studije o umjetninama u Dalmaciji IV, Zagreb, 1983
- Dalmatinsko slikarstvo 15. i 16. stoljeća, Zagreb, 1983
- Studije o umjetninama u Dalmaciji V, Zagreb, 1989
- Slikarstvo u Dalmaciji od 1784. do 1884. 1989
- Splitska katedrala, 1991
- Antun Motika (1902–1992), Zagreb, 1992
- Fulgencije Bakotić, 1993
- Kroz povijest umjetnosti u Dalmaciji (XIII-XIX. st.), Split, 1995
- Életének 70. évfordulója tiszteletére 1992-ben megjelent tanulmányainak kétkötetes gyűjteménye.

## Díjai
1984-ben életműdíjat kapott.